# Oak Ridge North (Teksas)
Oak Ridge North je grad u američkoj saveznoj državi Teksas. Prema popisu stanovništva iz 2010. u njemu je živjelo 3.049 stanovnika.